# سرآب‌نقل
سرآب‌نقل، روستایی از توابع بخش سرآب‌باغ شهرستان آبدانان در استان ایلام ایران است. مردم این روستا از ایل بدره‌ای هستند و به زبان کردی سورانی (اردلانی)  تکلم دارند.  

## جمعیت
این روستا در دهستان سرآب‌باغ قرار دارد و براساس سرشماری مرکز آمار ایران در سال ۱۳۸۵، جمعیت آن ۱۵۹ نفر (۳۰خانوار) بوده‌است.